# 야마토시
야마토시(일본어: 大和市)는 일본 가나가와현 중앙부에 있는 시이다. 가나가와현 자마시, 후지사와시, 에비나시, 사가미하라시, 아야세시, 요코하마시와 도쿄도 마치다시와 접한다.

## 역사
오늘날의 야마토시 주변 지역은 수천 년 전부터 사람이 살았다. 고고학자들은 이 지역의 수많은 곳에서 구석기 시대의 석기와 조몬 시대의 도기 파편들을 발견하였다. 이곳은 헤이안 시대의 연희식(延喜式) 기록에 언급된다. 가마쿠라 시대까지 이 지역은 시부야 장원의 일부였다. 무로마치 시대 초기에는 아시카가씨의 지배하에 있었고 이후 오다와라의 고호조씨 영토의 일부였다. 에도 시대가 시작되면서 이 지역은 에도 막부의 직할령이 되었으나 많은 하타모토들에 의해 관리되었다. 5대 쇼군 도쿠가와 쓰나요시의 지배하에 이들 하타모토 중 하나인 사카모토 시게하루(1630~1693)은 1만 석이 넘는 영지를 가진 오메쓰케이자 지샤부교로써 1682년 10월에 선포된 후카미번의 다이묘가 되었다. 그러나 그의 수입이 1687년 5월에 1만 석 이하로 감소하면서 번은 사라졌다.
메이지 유신 이후 오늘날의 야마토 지역은 고자군의 일부가 되었다. 1889년 4월 1일에 행정상으로 시부야촌과 쓰루미촌으로 나뉘었고 이후 1891년 9월 25일에 야마토촌으로 이름이 바뀌었다. 1926년에 이 지역은 철도가 연결되어 사가미 철도가, 1929년에는 오다큐 전철이 경유하게 되어 인구가 증가하였다. 또한 일본 제국 해군의 사가미노 비행장이 1940년에 세워졌다. 1943년에 야마토촌은 야마토정이 되었고 1944년에 시부야촌은 시부야정이 되었다. 그러나 1955년에 시부야정은 일부가 주변의 후지사와시에 편입되면서 폐지되었고 남은 일부는 다시촌이 되었다가 1957년에 야마토의 일부가 되었다. 1959년에 시로 승격하였고 2000년에 인구가 20만 명을 넘어 특례시로 지정되었다.

## 교통

### 철도
- 오다큐 전철 에노시마선
- 도큐 전철 덴엔토시선
- 사가미 철도 본선

### 도로
- 도메이 고속도로
- 국도 16호선
- 국도 246호선
- 국도 467호선

## 인구
| 연도 | 인구    | ±%      |
| ---- | ------- | ------- |
| 1950 | 22,326  | —       |
| 1960 | 40,975  | +83.5%  |
| 1970 | 102,760 | +150.8% |
| 1980 | 167,935 | +63.4%  |
| 1990 | 194,866 | +16.0%  |
| 2000 | 212,761 | +9.2%   |
| 2010 | 228,186 | +7.2%   |
| 2020 | 239,169 | +4.8%   |